# Barth (chanteur)
Pour les articles homonymes, voir Corbelet (homonymie) et Barth.
Barth (de son vrai nom ICHANE MOIMBE Rudy) est un auteur-compositeur-interprète français (réunionnais) né en 1998.

## Biographie
Ce jeune prodige n’a pas tardé à se faire connaître. Issu d'une famille d'artistes reconnus, son père et son frère parcouraient l'île avec leur groupe Volcan. Il apprend d'abord à jouer de la guitare avant d'entrer au conservatoire de Saint-Benoît à l'âge de 8 ans. À 9 ans, il commence à chanter sous le nom de Ti Barth et rencontre un grand succès en 2007 avec le titre « Fé roulé maman » écrit par son frère Toulou. L'album éponyme se vend à plus de 12 000 exemplaires, lui permettant de multiplier les scènes et d'entamer sa première tournée aux Seychelles. Malgré son succès, il parvient à vivre une enfance normale grâce à un entourage bienveillant.
Après la sortie d'un autre album et une tournée en Métropole, il évolue sous le nom de Barth avec une image plus mature. Devenu auteur, compositeur et interprète, il sort son troisième album « Évolution » en 2013, produit par Nirvana Studio. Les succès s'enchaînent, notamment avec les titres « Blessing » et « Miss Parfaite » en 2014. En 2016, il poursuit sur sa lancée avec son quatrième album « Futur », comprenant plusieurs collaborations, notamment avec MikL, TMatt et Lindigo. Sur YouTube, il dépasse les millions de vues, confirmant ainsi sa notoriété.
En 2018, Barth sort son EP « Repères » sur les plateformes de téléchargement légal, comprenant 8 titres dont « Kréolité ». Il travaille ensuite sur son nouvel album et sort plusieurs singles : un featuring avec ST UNIT intitulé « Bom Bom » qui atteint plus de 3 millions de vues, puis « La Sauce » avec 1,8 million de vues, et un autre featuring avec DJ Mimi intitulé « Beauté », actuellement à 3,1 millions de vues. Juste avant la sortie de son album, il se rend à Paris pour un featuring avec l’artiste Say’z. Le clip « Indiana », réalisé par Obby, compte aujourd'hui 1,7 million de vues.
L’album « PETIT GRAND », sorti le 7 août 2020, marque une transition avec son public, passant de « Ti Barth » à Barth, trouvant son univers musical inspiré des sonorités afrobeat.

## Discographie

### EP
- Valentina Tuesday, (Bossmusic, 2002)
- I got you in my Dream, (Bossmusic, 2002)
- The Last Wig, (Bossmusic)
- IS THIS LOVE, (Nirvana studio, 2025)

### Albums
- Essence of the Giraffe, (Bossmusic, 2002)
- Under the Trampoline, (Ici D'Ailleurs, 2006)
- Cuchillo, (Ici D'Ailleurs, 2008)
- Cold Smoke (2014)
- Petit grand (Nirvana Studio Production, 2020)